# Постриган Людмила Іванівна
Постриган Людмила Іванівна — краєзнавець, публіцист, педагог, вчитель української мови та літератури.

## Життєпис
Народилась в с. Гаврилівка - 2 Каланчацького району Херсонської обл. Закінчила  1984 р. Київський державний університет ім. Т. Г. Шевченка. 1996 р.  Херсонський педагогічний університет.
Працювала в Привільській 1975 - 1977 р, Гаврилівській 1977 - 1982 р. школах Каланчацького району, в Червоноперекопській школі Каховського району 1982 - 1990 р. Херсонської області.  Була делегатом Χ з'їзду профспілок працівників освіти та наукових закладів від Херсонщини (м. Москва, січень 1987 р.)
З 1990 р. проживає у м. Херсоні. Працювала вчителем в школі № 41 м. Херсона 1990 - 1994 р., методистом з виховної роботи Херсонського міського відділу освіти, а з 1995 р. і до цього часу - вчитель школи № 24 м. Херсона. Тривалий час була керівником шкільного гуртка "Літературне краєзнавство". з 2008 року - член літературного клубу ""Елінг",  а з 2010 - літературної вітальні.  Чимало часу присвячує історико - краєзнавчим розвідкам.
Людмила Постриган друкувалася на сторінках газет "Зірка", "Слава праці", "Шкільний світ". Редактор збірки поезій "Степова перлина" 2008 р, автор довідника "Письменники Херсонщини" 2008. Найбільше краєзнавець гордиться збіркою нарисів "Як же вас не любити, школо і сад.." 2009 р. Редагувала збірку поезії і прози Н. Ратушко "Корабелочки" 2010 р.
Людмила Постриган - член редколегії літературного альманаху "Елінг" 2008 р. Нагороджена медаллю "За трудову доблесть" 1986 р. Почесною грамотою Міністерства освіти України 1999 р.
Людмила Іванівна Постриган на данний час виступає у вокальному ансамблі "Червона калина" Херсонського Обласного палацу культури.
З 1 грудня 2017 р. на базі бібліотеки-філії №1 Херсонської централізованої бібліотечної системи ім. Лесі Українки викладач: Постриган Людмила Іванівна - волонтер бібліотеки, вчитель української мови ЗОШ №24 м.Херсона. проводила безкоштовні курси української мови.

На сайті Херсонської  Бібліотеки філії сімейного читання № 1 можна подивитись про роботу волонтера бібліотеки Постриган Людмили Іванівни 